# Dasanakatte, Tiptur
Dasanakatte là một làng thuộc tehsil Tiptur, huyện Tumkur, bang Karnataka, Ấn Độ.